# Chủ nghĩa xét lại (chủ nghĩa Marx)
Trong chủ nghĩa Marx, từ chủ nghĩa xét lại được dùng để nói tới những ý tưởng, nguyên tắc hay lý thuyết khác nhau mà xét lại những tiền đề căn bản của Marx và Engels cũng như sau này của Lenin. Từ này thường được dùng bởi các người Marxist tin rằng những sự xét lại như vậy không có lý do xác đáng và chính là hành động từ bỏ chủ nghĩa Marx. Bởi vậy nó thường được những người này dùng với ý nghĩa xấu. Những người được cho là theo chủ nghĩa xét lại vẫn chấp nhận các lý tưởng mà Marx hướng đến cùng nền tảng lý luận cơ bản của chủ nghĩa Marx nhưng phê bình những luận điểm của Karl Marx và Friedrich Engels về cương lĩnh, chiến lược và sách lược cách mạng... cho là nó không còn phù hợp với hoàn cảnh thực tiễn trên thế giới và trong các điều kiện hiện có trong nước. Những quan điểm này đưa tới một học thuyết cải tiến, mà khẳng định rằng xã hội chủ nghĩa có thể được xây dựng thông qua những cải tổ dần dần trong một hệ thống tư bản.

## Lịch sử

### Thế kỷ 19
Vào cuối thế kỷ 19, Eduard Bernstein đã viết một loạt bài báo phê bình lý luận của Marx như sau:
- Ông cho rằng lối cấu trúc tư biện của Georg Wilhelm Friedrich Hegel theo quan điểm của Marx là nguyên nhân của những sai lầm về dự đoán và về chiến lược. Bernstein cho rằng Marx và Engels đã kết hợp chủ nghĩa xã hội với cách mạng là sai lầm, vì đó là hai vấn đề hoàn toàn khác nhau về nguồn gốc và bản chất. Bernstein bác bỏ thuyết của Marx về giá trị lao động, kinh tế chỉ huy và đấu tranh giai cấp.
- Bernstein cho rằng sự phát triển kinh tế của xã hội tư bản làm cho quỹ tiền lương trả cho lao động tăng, làm xuất hiện tầng lớp trung lưu mới. Tư bản càng tích tụ thì số người trung lưu càng tăng lên.
- Ông cho rằng các cuộc khủng hoảng kinh tế của chủ nghĩa tư bản không trầm trọng lên mà có thể khắc phục được. Ông phủ nhận những lời tiên đoán của Marx về sự sụp đổ đến nơi của chủ nghĩa tư bản.
- Bernstein cho rằng làm cách mạng lật đổ chủ nghĩa tư bản để đạt được một xã hội xã hội chủ nghĩa là không cần thiết và đề nghị một chiến lược cải cách, dựa vào quyền phổ thông đầu phiếu để chuyển dần sang chủ nghĩa xã hội.

### Thập niên 1910: Đệ Nhị và Đệ Tam Quốc tế
Phong trào xét lại này dẫn tới sự chia rẽ của Đệ Nhị Quốc tế. Tại các nước Tây và Bắc Âu, nhánh "xét lại" của chủ nghĩa Marx đưa tới việc thành lập các đảng dân chủ xã hội. Các đảng này về cơ bản vẫn ủng hộ chủ nghĩa xã hội, song chủ trương xây dựng xã hội mới bằng con đường đấu tranh chính trị hòa bình thay vì dùng biện pháp Cách mạng. Nhiều đảng trong số này đã hoặc đang nắm quyền tại nhiều nước như Pháp, Đức, Thụy Điển, Phần Lan... Tuy nhiên từ nhóm này về sau lại có sự xét lại chính học thuyết của mình, và lại tiếp tục tách ra thành các trường phái khác nhau, không có sự thống nhất. Trong khi đó, Lenin ở Nga lãnh đạo Đệ Tam Quốc tế phát động đường lối bạo động cách mạng để giành chính quyền, lập ra Nhà nước Liên Xô.

### Thập niên 1920, 1930: Đệ Tứ Quốc tế
Leon Trotsky đứng ra và xét lại chủ nghĩa Marx-Lenin lúc trước và sau khi Vladimir Ilyich Lenin qua đời và khi còn ở trong Bolshevik. Chỉ là Stalin vẫn theo chủ nghĩa Marx-Lenin nhưng hơi hướng cực đoan. Trotsky cho rằng đường lối quan liêu và khắc nghiệt của Stalin và Đệ Tam Quốc tế là cản trở cho cách mạng vô sản toàn cầu. Trotsky là xét lại và khai trừ khỏi Đảng Cộng sản. Trotsky từ đó thành lập Đệ Tứ Quốc tế

### Thập niên 1940, 1950
Ở Nam Tư, Josip Broz Tito chủ trương thoát ra ngoài ảnh hưởng của Quốc tế Cộng sản do Liên Xô lãnh đạo, để áp dụng một chính sách ngoại giao trung lập và một nền nội trị tương đối cởi mở hơn các nước khác trong khối Xô Viết. Chủ trương của Nam Tư là bắt tay cả hai phía, và ủng hộ phong trào không liên kết của Jawaharlal Nehru và Gamal Abdel Nasser. Tito bị Stalin kết án là "xét lại".
Władysław Gomułka ở Ba Lan và Imre Nagy ở Hungary cũng muốn xa vòng kiểm soát của Liên Xô. Cả hai cũng bị Liên Xô lên án là "bọn xét lại" và Hồng quân Liên Xô đưa quân vượt biên giới trấn áp ở Ba Lan và Hungary. Riêng Tito thoát khỏi sự kiềm tỏa của Moskva.
Còn ở chính Liên Xô năm 1956 Nikita Sergeyevich Khrushchyov người chủ trương đường lối "Các nước không cùng lập trường chính trị có thể sống chung", được cho là đặt nhẹ đấu tranh giai cấp và đấu tranh giải phóng các dân tộc, đối lập với tư tưởng Mao Trạch Đông. Khrushchyov không còn tin ở thuyết dùng bạo lực lập chuyên chính vô sản trên toàn thế giới của Mác và Lê-nin nữa. Tuy nhiên ông này vẫn ủng hộ cho Cuba và sau ủng hộ cho cách mạng dân tộc ở Việt Nam. Đường lối của Khrushchyov bị Mao Trạch Đông ở Bắc Kinh lên án kịch liệt là "xét lại". Hậu quả là rạn nứt trầm trọng trong quan hệ giữa hai nước Liên Xô - Trung Hoa đại lục, để rồi hai cường quốc này không bao giờ hàn gắn được.

### Thập niên 1960
Trong thập niên 1960 trong Đảng Lao động Việt Nam những người có khuynh hướng thân Liên Xô, chấp nhận chính sách của Khrushchev (chủ trương sống hòa bình với khối Tư bản chủ nghĩa), không muốn phát động chiến tranh vũ trang giải phóng miền Nam ngay, mà cho rằng phải xây dựng nền tảng chủ nghĩa xã hội ở miền Bắc trước khi nghĩ đến đấu tranh vũ trang ở miền Nam. Họ cho rằng nếu phát động đấu tranh vũ trang sẽ khiến Hoa Kỳ nhảy vào trực tiếp tham chiến, khi đó chẳng những sẽ thất bại mà còn làm mất lòng Liên Xô.
Cũng trong thời gian đó xuất hiện Phong trào Nhân Văn - Giai Phẩm trong giới văn nghệ sĩ ở miền bắc Việt Nam, phong trào này bị cho là mang tư tưởng xét lại trong giới văn nghệ sĩ đương thời do đề cập đến tự do báo chí và tư tưởng tư sản trong nghệ thuật.

### Thập niên 1970
Khi Mao Trạch Đông ở Bắc Kinh ngỏ ý muốn bang giao với Hoa Kỳ thời Richard Nixon thì Enver Hoxha, lãnh tụ Cộng sản Albania đả kích Mao là xét lại, phản bội chủ thuyết cộng sản nguyên thủy.

### Thập niên 1980
Chủ tịch Mikhail Gorbachov của Liên Xô, người đề xướng Glasnost và Perestroika (Công khai và Cải tổ) theo chủ trương và thực hiện cải cách về kinh tế và hành chính nhằm dân chủ hóa dần dần cơ cấu và bộ máy chính quyền Xô Viết, chấp nhận đa nguyên đã bị các đảng cộng sản khác phản bác là "xét lại".